# Bull Run (comté de Prince William, Virginie)
 (février 2025).
Pour les articles homonymes, voir Bull Run.
Bull Run est une census-designated place située dans le comté de Prince William, dans l’État de Virginie, aux États-Unis. Lors du recensement de 2020, elle comptait 16 794 habitants.